# Zračna pumpa (zviježđe)
Zviježđe Zračna pumpa (lat. Antlia) je relativno novo zviježđe, usvojeno tek u 18. stoljeću. Iako je ovo područje neba vidljivo iz Europe, stari Grci mu zbog nedostatka sjajnijih zvijezda nisu pridali neko posebno ime. Međunarodna astronomska unija uvrstila je 
Zviježđe Zračna pumpa okružuju zviježđa Vodena zmija, Kompas, Jedro (broda Argo) te Kentaur.

## Sjajne zvijezde
Zračna je pumpa zviježđe bez sjajnih zvijezda. Najsjajnija zvijezda je α Ant (spektralna klasa K4 III), prividnog sjaja od tek 4.25.

## Najzanimljiviji objekti dubokog svemira
- NGC 2997: spiralna galaksija tipa Sc, nagnuta 45° prema doglednici.
- NGC 3132: planetna maglica, zvana i 'Eight Burst Nebula te Južna maglica Prsten. U središtu je binarna zvijezda.
- PGC 29194: patuljasta sferoidna galaksija s prividnom magnitudom od 14.8m pripada našoj Lokalnoj grupi galaksija. Otkrivena je tek 1997. godine ().

## Povijest
Francuski astronom Abbé Nicolas Louis de Lacaille uveo je 13 zviježđa južnog neba da bi pokrio dijelove neba s malom gustoćom sjajnih zvijezda. Jedno od tih zviježđa je i Zračna pumpa (Antilia). Prvotno je zviježđe dobilo naziv Antlia pneumatica (zračna pumpa, koju je izumio Robert Boyle)), a danas se službeno naziva samo Antilia. 
Lacaille je kod imenovana ovih 13 zviježđa odbacio tradiciju imenovanja zviježđa po mitološkim likovima i nazvao ih uglavnom po instrumentima koji su se tada koristili u znanosti.

## Odabrene zvijezde
U tablici su navedene sve zvijezde kojima je pridijeljeno ime, te neke koje se po nečemu ističu.
| BD | Ime i druge oznake | Mag. | Udaljenost u svj. godinama | Komentari                                          |
| -- | ------------------ | ---- | -------------------------- | -------------------------------------------------- |
| α  | Alpha Antliae      | 4.28 | 366                        |                                                    |
| ε  | Epsilon Antliae    | 4.51 | 700                        |                                                    |
| ι  | Iota Antliae       | 4.60 | 199                        |                                                    |
| θ  | Theta Antliae      | 4.78 | 384                        |                                                    |
| η  | Eta Antliae        | 5.23 | 106                        |                                                    |
| δ  | Delta Antliae      | 5.57 | 481                        |                                                    |
| ζ¹ | Zeta-1 Antliae     | 5.75 | 372                        | binarna zvijezda; magnitude komponenti: 6.18, 7.00 |
| ζ² | Zeta-2 Antliae     | 5.91 | 374                        |                                                    |
|    | HD 93083           | 8.33 | 94.2                       | otkriven planet                                    |

Izvor: The Bright Star Catalogue, 5th Revised
Ed., The Hipparcos Catalogue, ESA
SP-1200
Slabašna zvijezda DENIS 1048-39, otkrivena 2000. U ovom zviježđu, možda je udaljena samo 13.2 s.g. od Sunca (  Arhivirana inačica izvorne stranice od 14. svibnja 2011. (Wayback Machine)).

## Vanjske poveznice
- NightSkyInfo.com: Constellation Antlia  Arhivirana inačica izvorne stranice od 12. kolovoza 2016. (Wayback Machine)